# Kosciusko County
Kosciusko County är ett administrativt område i delstaten Indiana, USA. År 2010 hade countyt 77 358 invånare. Den administrativa huvudorten (county seat) är Warsaw. 

## Geografi
Enligt United States Census Bureau har countyt en total area på 1 436 km². 1 392 km² av den arean är land och 44 km² är vatten.

### Angränsande countyn
- Elkhart County - nord
- Noble County - nordost
- Whitley County - sydost
- Wabash County - syd
- Fulton County - sydväst
- Marshall County - väst

### Orter
- Burket
- Claypool
- Etna Green
- Leesburg
- Mentone
- Milford
- Nappanee (delvis i Elkhart County)
- North Webster
- Pierceton
- Sidney
- Silver Lake
- Syracuse
- Warsaw (huvudort)
- Winona Lake